# دار بركات (بعدان)

تعديل مصدري - تعديل

دار بركات محلة تابعة لقرية المقلوع، التابعة لعزلة بني منصور بمديرية بعدان إحدى مديريات محافظة إب في الجمهورية اليمنية، بلغ تعداد سكانها 140 حسب تعداد اليمن لعام 2004.